# Réflexologie

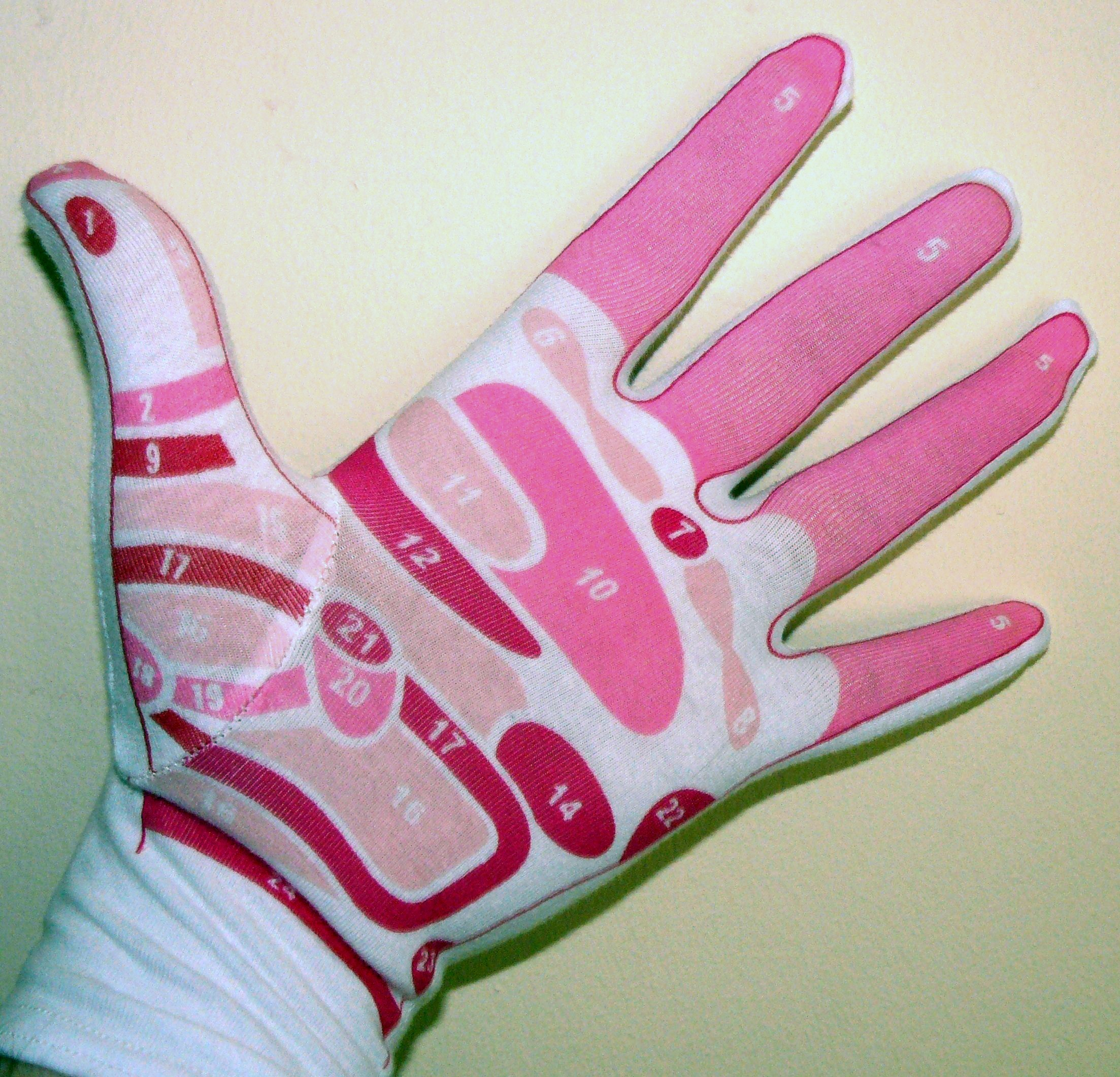
Exemple de zones de la main correspondant prétendument à différentes parties du corps numérotées en réflexologie : 1. Hypophyse 2. Cou 3. Côté de la tête, du cerveau 4. Dessus de la tête, du cerveau 5. Sinus 6. Œil 7. Trompe d'Eustache 8. Oreille 9. Thyroïde 10. Poumon 11. Cœur 12. Plexus solaire 13. Foie 14. Rate 15. Estomac et pancréas 16. Intestin grêle 17. Côlon 18. Vessie 19. Urètre 20. Rein 21. Surrénale 22. Épaule 23. Ovaire / testicule 24. Nerf sciatique.

La réflexologie est une pratique se présentant comme thérapeutique et utilisant le massage. Elle repose sur le précepte pseudo-scientifique que chaque organe, partie du corps ou fonction physiologique correspondrait à une zone ou un point sur les mains, les pieds ou les oreilles (appelée « zone réflexe », d'où le nom de cette pratique). Selon ses praticiens, un toucher spécifique sur ces zones permettrait ainsi de localiser et dissiper des « tensions » ou des « blocages » et de rétablir le bon fonctionnement du corps. Néanmoins, l'idée qu'il existerait des voies réflexes entre une aire donnée du pied, de la main ou de l'oreille, et un organe particulier est une croyance sans fondement biologique. Les concepteurs et les promoteurs de cette pratique, à qui incombe la charge de la preuve, n'ont jamais apporté d'éléments de preuve de l'efficacité thérapeutique qu'ils affirment. De plus, a posteriori, les essais cliniques ne démontrent à ce jour aucune efficacité propre de la réflexologie, tant sur le plan diagnostique que thérapeutique. Elle est aussi efficace que le simple repos. Aucun indice ne montre non plus que des séances régulières de réflexologie joueraient un rôle préventif.

## Historique
Le Dr Alfons Cornelius publie en 1902 un livre en allemand dont la traduction du titre en français est Points de pression, leur émergence, signification pour les névralgies, la nervosité, la neurasthénie, l'hystérie, l'épilepsie et la maladie mentale, ainsi que leur traitement par massage des nerfs,.
En 1917 paraît Zone therapy, or relieving pain at home, qui relate la découverte de Fitzgerald qui l'emmène à établir une carte des régions « reliées » du corps.
La réflexologie s'appuie également sur les travaux d'Eunice Ingham (1889-1974), infirmière et physiothérapeute américaine,.
Plusieurs écoles existent. On peut en distinguer au moins quatre principales :
- l'école d'inspiration chinoise, qui repose sur des principes attribués à la médecine traditionnelle chinoise, est assez complexe, faisant intervenir la théorie des cinq éléments, du Yin et du Yang[7] ;
- l'école d'inspiration thaï (massage thaï des pieds), le praticien utilise de petits outils en bois pour comprimer profondément les tissus, les pressions exercées sont très fortes ;
- l'école américaine (Ingham) s'inspire de certains principes de la physiologie médicale occidentale du début du XXe siècle[8] ;
- la méthode d'inspiration sud-africaine, beaucoup plus orientée vers la dimension émotionnelle. Faite d'effleurements, de pressions très douces, elle affirme permettre une libération émotionnelle intense.

## Concept
Il existe plusieurs types de réflexologie en rapport avec diverses zones du corps : la réflexologie plantaire (pieds), la réflexologie palmaire (mains), la réflexologie faciale (ou faciothérapie), la réflexologie oculaire et crânienne (le Dien Chan), la sympathicothérapie (stimulation de zones réflexes dans le nez, à l'aide de stylets), la spino-réflexologie (réflexologie dorsale - utilisation des nerfs spino ou rachidiens) et l'auriculothérapie (oreilles)[source secondaire nécessaire].

## Évaluation par la méthode scientifique
Les essais cliniques ne démontrent à ce jour aucune efficacité propre de la réflexologie, tant sur le plan diagnostique que thérapeutique. Elle est aussi efficace que le simple repos. Aucun indice ne montre non plus que des séances régulières de réflexologie joueraient un rôle préventif.
Une méta-analyse, dirigée par Edzard Ernst, en 2011, fait évaluer de manière indépendante par deux examinateurs la méthodologie des essais cliniques randomisés (ECR) disponibles, en utilisant le score de Jadad. Seuls 23 essais ont satisfait à tous les critères d'inclusion, car la qualité méthodologique de la plupart des essais était souvent médiocre. Elle aboutit à la conclusion suivante : sur 23 études, neuf ont généré des résultats négatifs (il n'y avait pas d'efficacité propre, supérieure aux effets contextuels, de la réflexologie), cinq ont généré des résultats positifs et huit suggèrent que la réflexologie est efficace dans les cas suivants : diabète, syndrome prémenstruel, certaines souffrances secondaires de patients atteints du cancer ou de sclérose en plaques, symptomatique du détrusor idiopathique en sur-activité et démence, avec des mises en garde importantes. Du fait que la qualité méthodologique a souvent été jugée insatisfaisante, l'analyse conclut que les ECR ne démontrent pas de manière convaincante que la réflexologie soit un traitement efficace pour toute condition médicale.
La même année, une autre méta-analyse est réalisée par Lee J. et al., du département des sciences infirmières du Christian College of Nursing de Gwangju (Corée du Sud), et intitulée « Effets de la réflexologie plantaire sur la fatigue, le sommeil et la douleur : revue systématique et méta-analyse ». Cette méta-analyse étudie 44 études jugées éligibles, dont 15 études traitant de la fatigue, 18 du sommeil et 11 de la douleur. Les effets de la réflexologie plantaire ont été analysés à l'aide de la version 2.0 du logiciel Comprehensive Meta-Analysis. L'homogénéité et le failsafe-N ont été calculés. De plus, un graphique en entonnoir a été utilisé pour évaluer le biais de publication. Les résultats montrent qu'aucun biais de publication n'a été détecté tel qu'évalué par un échec à toute épreuve, et que la réflexologie plantaire a eu un effet plus important sur la fatigue et le sommeil et un moindre effet sur la douleur. Cette méta-analyse conclut que la réflexologie plantaire est une intervention infirmière utile pour soulager la fatigue et favoriser le sommeil. D'autres études sont nécessaires pour évaluer les effets de la réflexologie plantaire sur des variables autres que la fatigue, le sommeil et la douleur.
Une autre revue de littérature réunit des essais testant l'efficacité propre de la réflexologie (et de la réflexologie auriculaire) sur l'insomnie. Les auteurs constatent que seuls 10 essais cliniques respectent les principes de rigueur méthodologique de base, permettant de distinguer les effets contextuels de l'efficacité propre. Ils concluent qu'étant donné les limites méthodologiques des essais, il n'y a pas de preuve des bénéfices de ces thérapies.
Une étude comparant l'effet de la réflexologie, de la « fasciathérapie », de l'hypnose et d'absence de traitement mais d'un simple repos montrent que ces quatre disciplines ont un même effet sur la diminution du stress : elles ne sont pas plus efficaces que les conditions de contrôle consistant à ne rien faire.

## Organisation professionnelle
(mars 2021).
En France, cette profession n'est pas réglementée et son exercice demeure libre (« accessible sans diplôme particulier », néanmoins l'ONISEP diffuse la fiche métier de réflexologue).
En Australie, bien que la profession peut être exercée, la réflexologie (comme d'autres tels que l'homéopathie, la kinésiologie, la naturopathie, etc.) ne sont plus prises en charge par les assurances privées depuis 2019,.